# 駱敏
駱敏（1406年—？），字士聰，江西九江府湖口縣人，民籍。明朝政治人物。進士出身。

## 生平
江西鄉試第十五名。正統七年（1442年）壬戌科會試第三名，殿試登進士第三甲第五十六名。

## 家族
曾祖駱登四。祖父駱洪二。父亲駱啟誠。